# Schepset-Ipet
Schepset-Ipet  ist der Name einer Königstochter des Alten Ägypten, die während der  2. Dynastie lebte. Ihr Grab ist die Mastaba S-3477 in Sakkara.

## Familie und Amt
Über Schepset-Ipets Familie ist so gut wie nichts bekannt. Da in ihrem Grab kein Objekt mit einem weiteren Namen gefunden wurde, ist ebenso unbekannt, wessen Tochter sie war. Schepset-Ipet hatte zu Lebzeiten folgende Titel inne:
- Sat-nesu („Tochter des Königs“, „Prinzessin“)
- Chebet-hatj („Schwester des Bürgermeisters“)

## Grab und Belege
Schepset-Ipets Mastaba wurde 1902 von Walter Bryan Emery entdeckt und ausgegraben. Das Grab war teilweise eingestürzt und wies Spuren einer Plünderung auf. Ihre Grabplatte mit Opfertischszene wurde in situ in der Grabkammer vorgefunden, sie besteht aus feinem Kalkstein. Die Grabstele zeigt Schepset-Ipet vor einem Opfertisch sitzend im hautengen und fußknöchellangen Gewand, das über der linken Schulter zusammengeknotet ist. Sie trägt eine feine, elegante Stufenlöckchenperücke, die in zierlichen Dreadlocks endet und bis zum Rücken reicht. Außerdem trägt sie eine filigrane Perlenkette um den Hals. Die Stelle, an der heute ihr Name steht, ist eindeutig „auf Rasur“ angebracht, das heißt, genau dort hatte dereinst ein anderer Name gestanden. Offenbar war die Grabstele ursprünglich für jemand anderes bestimmt gewesen. Der Kunststil des Stelendekors datiert das Werk sicher in die späte 2. Dynastie, in die Zeit der Könige Peribsen, Sechemib und Chasechemui. Im Grab selbst wurde die Mumie einer etwa 60-jährigen Dame mit stark deformiertem Unterkiefer entdeckt. An Grabbeigaben wurden nur noch Tonvasen mit schwarzer, eingebrannter Tintenaufschrift geborgen.